# 烏斯曼區

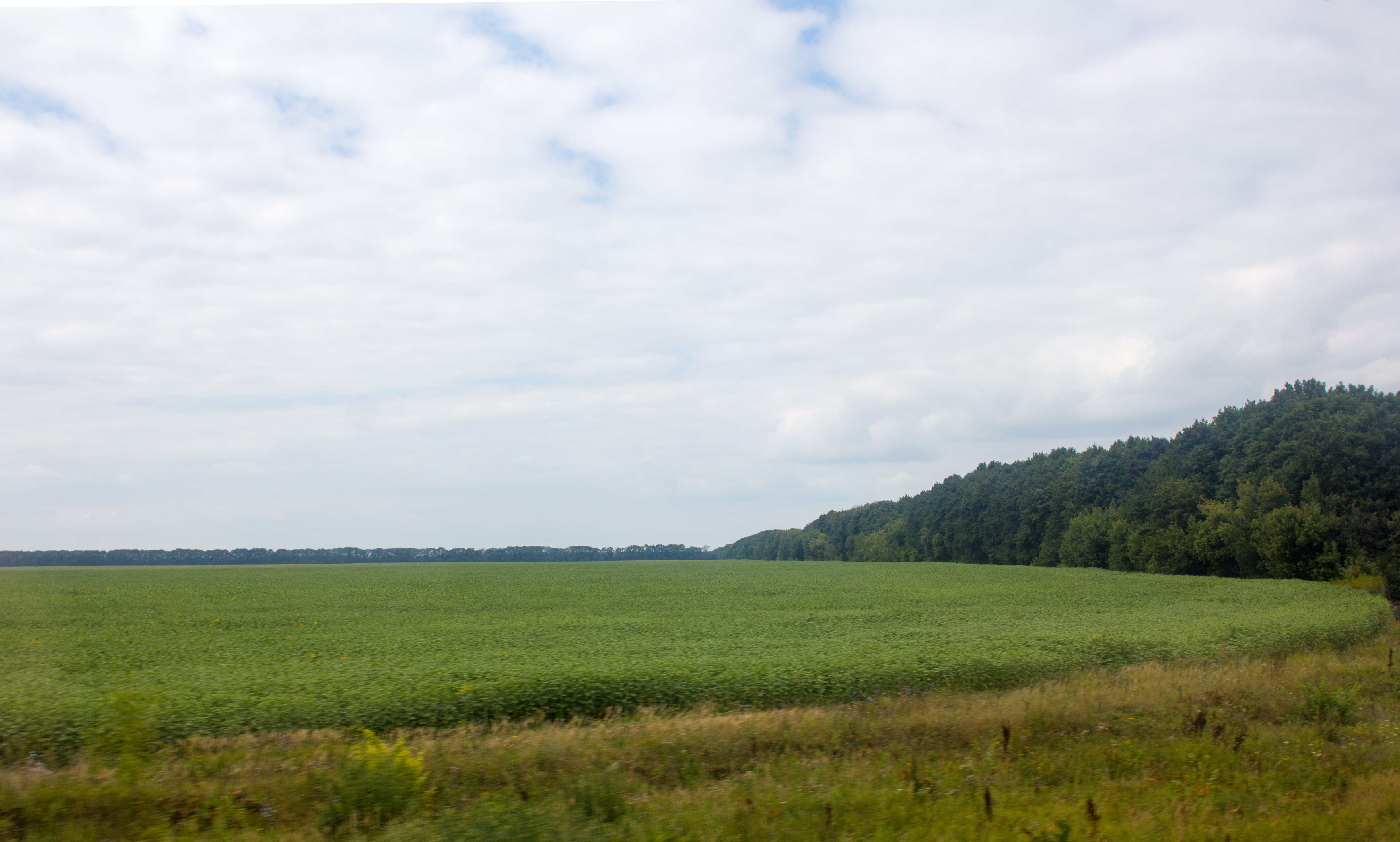

52°03′N 39°44′E / 52.050°N 39.733°E
烏斯曼區（俄语：Усманский район），是俄羅斯的一個區，位於該國西部，由利佩茨克州負責管轄，面積1,910平方公里，2010年該區人口50,906，人口密度每平方公里26.65人。